# Mesochorus inversus
Mesochorus inversus är en stekelart som beskrevs av Schwenke 1999. Mesochorus inversus ingår i släktet Mesochorus och familjen brokparasitsteklar. Inga underarter finns listade i Catalogue of Life.